# Franco Davín
Franco Davín (* 11. Januar 1970 in Pehuajó, Buenos Aires) ist ein ehemaliger argentinischer Tennisspieler.

## Karriere
In seiner Karriere gewann er die Turniere von St. Vincent (1989), Palermo (1990) und Bukarest (1994). Seine beste Notierung in der ATP-Weltrangliste im Einzel erreichte er am 8. Oktober 1990 mit Platz 30; im Doppel wurde er am 9. September 1991 auf Rang 255 geführt. Insgesamt erspielte er ein Preisgeld von 1.108.860 US-Dollar. Sein letztes Match als Profi bestritt Davín im Februar 1997 bei einem Challenger-Turnier in Punta Del Este in Uruguay.
Später war er unter anderem Kapitän der argentinischen Davis-Cup-Mannschaft. Seit Mitte 2008 trainierte er den argentinischen Tennisprofi Juan Martín del Potro.

## Erfolge
| Legende                     |
| Grand Slam                  |
| Olympische Spiele           |
| Jahresendveranstaltungen    |
| Masters Series              |
| Championship Series         |
| World Series Grand Prix (3) |
| ATP Challenger Tour (4)     |

| Siege nach Belag |
| Hartplatz        |
| Rasen            |
| Sand (3)         |
| Teppich          |

### Einzel

#### Turniersiege

##### ATP Tour
| Nr. | Datum              | Turnier      | Belag | Finalgegner      | Ergebnis |
| --- | ------------------ | ------------ | ----- | ---------------- | -------- |
| 1.  | 20. August 1989    | San Vincenzo | Sand  | Juan Aguilera    | 6:2, 6:2 |
| 2.  | 30. September 1990 | Palermo      | Sand  | Juan Aguilera    | 6:1, 6:1 |
| 3.  | 18. September 1994 | Bukarest     | Sand  | Goran Ivanišević | 6:2, 6:4 |

##### Challenger Tour
| Nr. | Datum              | Turnier        | Belag | Finalgegner    | Ergebnis      |
| --- | ------------------ | -------------- | ----- | -------------- | ------------- |
| 1.  | 5. April 1992      | Parioli        | Sand  | Francisco Roig | 6:1, 6:4      |
| 2.  | 7. Juni 1992       | Turin          | Sand  | Renzo Furlan   | 7:6, 3:6, 6:1 |
| 3.  | 26. September 1993 | Porto          | Sand  | Gabriel Markus | 6:4, 6:3      |
| 4.  | 13. Februar 1994   | Punta del Este | Sand  | Gérard Solvès  | 6:2, 4:6, 6:0 |

#### Finalteilnahmen
| Nr. | Datum             | Turnier      | Belag | Finalgegner            | Ergebnis      |
| --- | ----------------- | ------------ | ----- | ---------------------- | ------------- |
| 1.  | 16. November 1986 | Buenos Aires | Sand  | Jay Berger             | 3:6, 3:6      |
| 2.  | 18. Juni 1989     | Bologna      | Sand  | Javier Sánchez         | 1:6, 0:6      |
| 3.  | 8. April 1990     | Estoril      | Sand  | Emilio Sánchez Vicario | 3:6, 1:6      |
| 4.  | 7. Oktober 1990   | Athen        | Sand  | Mark Koevermans        | 7:5, 4:6, 1:6 |
| 5.  | 16. August 1992   | Prag         | Sand  | Karel Nováček          | 1:6, 1:6      |
| 6.  | 30. August 1992   | Umag         | Sand  | Thomas Muster          | 1:6, 6:4, 4:6 |